# Grand Prix Francji 1923

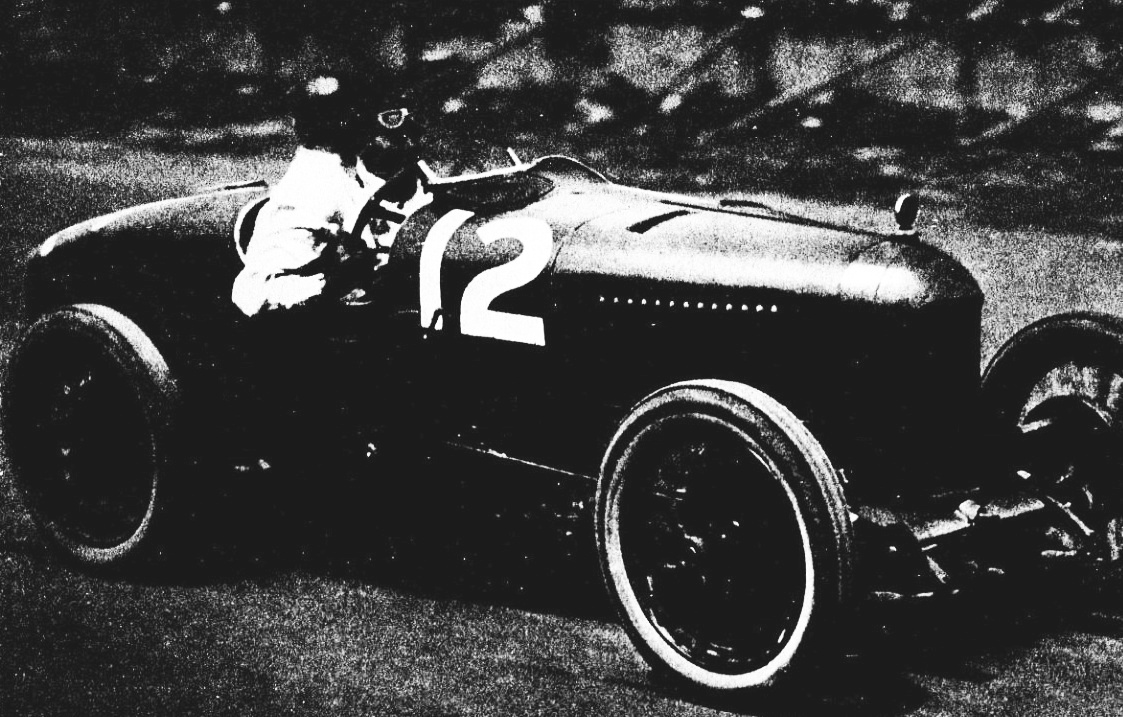
Henry Segrave podczas Grand Prix Francji 1923

Grand Prix Francji 1923 (oryg. XVII Grand Prix de l'Automobile Club de France) – jeden z wyścigów Grand Prix rozegranych w 1923 roku oraz drugi spośród tzw. Grandes Épreuves.

## Lista startowa
| Nr | Kierowca            | Zespół | Samochód           | Silnik |   |
| -- | ------------------- | ------ | ------------------ | ------ | - |
| 1  | René Thomas         |        | Delage 2LCV        |        | ? |
| 2  | Kenelm Lee Guinness |        | Sunbeam            |        | ? |
| 3  | Albert Guyot        |        | Rolland-Pilain     |        | ? |
| 4  | Pietro Bordino      |        | Fiat 805/405       |        | ? |
| 5  | Arthur Duray        |        | Voisin Laboratoire |        | ? |
| 6  | Ernest Friderich    |        | Bugatti 30         |        | ? |
| 7  | Albert Divo         |        | Sunbeam            |        | ? |
| 8  | Jules Goux          |        | Rolland-Pilain     |        | ? |
| 9  | Enrico Giaccone     |        | Fiat 805/405       |        | ? |
| 10 | André Lefebvre      |        | Voisin Laboratoire |        | ? |
| 11 | Pierre de Vizcaya   |        | Bugatti 30         |        | ? |
| 12 | Henry Segrave       |        | Sunbeam            |        | ? |
| 13 | Victor Hémery       |        | Rolland-Pilain     |        | ? |
| 14 | Carlo Salamano      |        | Fiat 805/405       |        | ? |
| 15 | Henri Rougier       |        | Voisin Laboratoire |        | ? |
| 16 | Pierre Marco        |        | Bugatti 30         |        | ? |
| 17 | André Morel         |        | Voisin Laboratoire |        | ? |
| 18 | Prince DeCystria    |        | Bugatti 30         |        | ? |
| Nr | Kierowca            | Zespół | Samochód           | Silnik |   |

## Wyniki

### Wyścig
Źródło: teamdan.com
| P                                                     | + / – | Nr | Kierowca            | Konstruktor    | Okr. | Czas / Strata  | Komentarz |
| ----------------------------------------------------- | ----- | -- | ------------------- | -------------- | ---- | -------------- | --------- |
| 1                                                     | 9     | 12 | Henry Segrave       | Sunbeam        | 35   | 6:35:19,6      |           |
| 2                                                     | 4     | 7  | Albert Divo         | Sunbeam        | 35   | +0:19:06,2     |           |
| 3                                                     | 2     | 6  | Ernest Friderich    | Bugatti        | 35   | +0:25:02,8     |           |
| 4                                                     | 2     | 2  | Kenelm Lee Guinness | Sunbeam        | 35   | +0:26:43,4     |           |
| 5                                                     | 3     | 10 | André Lefebvre      | Voisin         | 35   | +1:15:09,6     |           |
| Niesklasyfikowani                                     |       |    |                     |                |      |                |           |
|                                                       |       | 14 | Carlo Salamano      | Fiat           | 32   | Silnik         |           |
|                                                       |       | 5  | Arthur Duray        | Voisin         | 29   |                |           |
|                                                       |       | 3  | Albert Guyot        | Rolland-Pilain | 28   |                |           |
|                                                       |       | 15 | Henri Rougier       | Voisin         | 19   |                |           |
|                                                       |       | 9  | Enrico Giaccone     | Fiat           | 16   | Silnik         |           |
|                                                       |       | 18 | Prince DeCystria    | Bugatti        | 12   |                |           |
|                                                       |       | 1  | René Thomas         | Delage         | 8    | Pompa paliwowa |           |
|                                                       |       | 13 | Victor Hémery       | Rolland-Pilain | 7    | Wyciek oleju   |           |
|                                                       |       | 4  | Pietro Bordino      | Fiat           | 7    | Silnik         |           |
|                                                       |       | 16 | Pierre Marco        | Bugatti        | 3    |                |           |
|                                                       |       | 11 | Pierre de Vizcaya   | Bugatti        | 0    | Wypadek        |           |
| Zdyskwalifikowani                                     |       |    |                     |                |      |                |           |
|                                                       |       | 17 | André Morel         | Voisin         | 8    |                |           |
| Nie wystartowali / niedopuszczeni do ponownego startu |       |    |                     |                |      |                |           |
|                                                       |       | 8  | Jules Goux          | Rolland-Pilain |      |                |           |
| P                                                     | + / – | Nr | Kierowca            | Konstruktor    | Okr. | Czas / Strata  | Komentarz |

### Najszybsze okrążenie
Źródło: teamdan.com
| Nr | Kierowca       | Konstruktor | Czas   | Okr. |
| -- | -------------- | ----------- | ------ | ---- |
| 4  | Pietro Bordino | Fiat        | 9:36,0 |      |